# Калугарени (Прахова)
Калугарени (рум. Călugăreni) насеље је у Румунији у округу Прахова у општини Калугарени. Oпштина се налази на надморској висини од 373 m.

## Становништво
Према подацима из 2002. године у насељу је живело 1450 становника, од којих су сви румунске националности.

### Хронологија
| Година       | 1992 | 1993 | 1994 | 1995 | 1996 | 1997 | 1998 | 1999 | 2000 | 2001 | 2002 | 2003 | 2004 | 2005 | 2006 | 2007 | 2008 | 2009 | 2010 | 2011 | 2012 | 2013 | 2014 | 2015 | 2016 | 2017 |
| ------------ | ---- | ---- | ---- | ---- | ---- | ---- | ---- | ---- | ---- | ---- | ---- | ---- | ---- | ---- | ---- | ---- | ---- | ---- | ---- | ---- | ---- | ---- | ---- | ---- | ---- | ---- |
| Становништво | 1627 | 1594 | 1567 | 1540 | 1504 | 1498 | 1499 | 1483 | 1481 | 1461 | 1456 | 1443 | 1417 | 1411 | 1418 | 1398 | 1382 | 1354 | 1331 | 1288 | 1270 | 1244 | 1223 | 1207 | 1210 | 1186 |